# Gerbille de Cheesman
Gerbillus cheesmani
Pour les articles homonymes, voir Cheesman.
Espèce
Statut de conservation UICN

 LC  : Préoccupation mineure
La Gerbille de Cheesman (Gerbillus cheesmani ou Gerbillus (Gerbillus) cheesmani) est une espèce qui fait partie des rongeurs. C'est une gerbille de la famille des Muridés que l'on rencontre dans la péninsule arabique.
Elle porte le nom de Robert Ernest Cheesman qui l'a découverte.